# 小行星4693
小行星4693（4693 Drummond）是一颗绕太阳运转的小行星，为主小行星带小行星。该小行星于1983年11月28日发现。

## 轨道参数
小行星4693的轨道半长轴为2.2792604 UA，离心率为0.084。